# Labrihe
Labrihe település Franciaországban, Gers megyében. Lakosainak száma 213 fő (2022. január 1.). Labrihe Mauvezin, Monfort, Saint-Georges, Sarrant és Solomiac községekkel határos.

## Népesség
A település népességének változása:
| Lakosok száma | 152  | 145  | 136  | 196  | 205  | 208  | 209  | 213  | 215  | 213  |
|               | 1968 | 1982 | 1990 | 2006 | 2013 | 2015 | 2017 | 2019 | 2020 | 2022 |